# Торренте, Мануэль
Мануэль Торренте (исп. Manuel Torrente; 7 июня 1908, Росарио, Санта-Фе — 4 сентября 1948, Сан-Висенти, Острова Барловенто) — аргентинский фехтовальщик-рапирист. Участник летних Олимпийских игр 1936 и 1948 годов.

## Биография
Мануэль Торренте родился 7 июня 1908 года в аргентинском городе Росарио.
Работал юристом и муниципальным служащим в Росарио.
В 1944—1946 годах трижды становился чемпионом Аргентины по фехтованию на рапирах.
В 1936 году вошёл в состав сборной Аргентины на летних Олимпийских играх в Берлине. В командном турнире рапиристов сборная Аргентины, за которую также выступали Роберто Ларрас, Эктор Луккетти, Анхель Горордо, Луис Луккетти и Родольфо Валенсуэла, поделила 7-8-е места. Торренте участвовал только в полуфинальном турнире, где аргентинцы проиграли Франции — 4:12, Германии — 5:11 и Бельгии — 5:11, выбыв из борьбы.
В 1948 году вошёл в состав сборной Аргентины на летних Олимпийских играх в Лондоне. В личном турнире рапиристов в группе 1/8 финала занял 3-е место, выиграв 5 поединков и потерпев 2 поражения. В четвертьфинальной группе выиграл 1 из 6 поединков и, заняв 6-е место, выбыл из борьбы. В командном турнире рапиристов сборная Аргентины, за которую также выступали Хосе Родригес, Фульвио Галими и Феликс Галими, поделила 7-8-е места. В четвертьфинальной группе аргентинцы победили Финляндию — 12:4, в полуфинальной уступили Италии — 5:11 и Бельгии — 0:1.
По пути с Олимпийских игр в Лондоне, когда он вместе с женой и 10-летним сыном плыл через Атлантический океан на корабле SS Brazil, у Торренте случился перитонит. Ему сделали срочную операцию, однако состояние ухудшалось. 3 сентября фехтовальщика доставили самолётом в больницу на один из Островов Зелёного Мыса (сейчас Кабо-Верде) Сен-Висенти, где 4 сентября он скончался.